# Liebeswalzer
Liebeswalzer ist eine deutsche Musikfilmkomödie und Liebesromanze des österreichischen Filmregisseurs und Drehbuchautors Wilhelm Thiele aus dem Jahr 1930. In der Hauptrolle verkörpert Lilian Harvey die Prinzessin Eva von Lauenburg, ihr zur Seite steht Willy Fritsch als Bobby Fould, Sohn eines wohlhabenden amerikanischen Automobilfabrikanten und Sekretär des von Georg Alexander dargestellten Erzherzogs Peter Ferdinand.

## Handlung
Bobby Fould überwirft sich mit seinem Vater und verlässt das Elternhaus, um allein sein Glück zu suchen. Auf dem Weg trifft er an einer Landstraße auf den österreichischen Erzherzog Peter Ferdinand, der sich gerade auf einer Reise durch die USA befindet und behebt dessen Autopanne. Dieser engagiert ihn in der Folge als seinen "O.K." - seinen Manager und Mann für alle Fälle, und beide reisen gemeinsam weiter. Unterwegs erreicht Peter Ferdinand das Telegramm seiner Mutter, der Erzherzogin Melanie, die vorgibt, ihn zu ihrem 60. Geburtstag gern an ihrer Seite zu wissen. Der wahre Grund ist jedoch: er soll endlich heiraten, und sie hat mit Eva, Prinzessin von Lauenburg, bereits eine Braut ausgemacht. Mit deren Mutter ist alles besprochen. Evas Mutter wiederum ist zuversichtlich, dass sich die beiden jungen Leute ineinander verlieben werden und hat bereits die Verlobungsfeier organisiert. 
Bobby und Peter Ferdinand reisen nach Europa. Bei ihrer Ankunft gibt Bobby als Peter Ferdinands Manager dessen Mutter das Versprechen, dass er sich um alles kümmern und Peter Ferdinand die vorgebliche "Jubiläumsfeier" der Fürstin von Lauenburg besuchen wird, um anstelle seiner Mutter Grüße zu überbringen.
Doch so einfach ist die Sache nicht: Als Peter Ferdinand, der ohnehin seine Freiheiten als Junggeselle weidlich genießt, durch Zufall von ihrem Verlobungsplan erfährt, beschließt er Bobby vorzuschicken. Sein Plan ist es wiederum, dass dieser sich für ihn ausgibt. Es gelingt: Bobby macht in der Uniform einen schmucken Eindruck, und nach einer ersten Empörung darüber, dass sie verlobt werden soll, verliebt sich Eva in ihn. Auch Bobby ist Eva zugetan, aber bringt es nicht übers Herz, sie anzulügen und kann sich auch gar nicht anstelle des Erzherzogs mit ihr verloben. Dennoch schreitet die Feier voran, und nach einem gemeinsamen Walzer ist es um die Liebenden endgültig geschehen. Als jedoch um zehn Uhr abends die Verlobung bekanntgegeben werden soll, lässt Bobby Eva abblitzen, die daraufhin tief verletzt ist.
In der Zwischenzeit ist auch der Erzherzog Peter Ferdinand neugierig im Schloss eingetroffen. Zuvor hatte er in einem Wirtshaus inkognito gefeiert und dort die Radio-Liveübertragung der Verlobungsfeier verfolgt. Nun will er sich die Prozedur amüsiert anschauen, aber als er die Prinzessin sieht, gefällt sie ihm auf Anhieb, so dass er sich ihr als der wahre Erzherzog vorstellt. Eva jedoch verkennt natürlich aufgrund der Verkleidungen die Lage und gibt dem Erzherzog eine kräftige Ohrfeige, als er ihr seine Liebe beichtet.
Peter Ferdinand erkennt, dass einzig sein Sekretär Bobby in der Lage ist, die unklare Situation in seinem Sinne und für alle Beteiligten aufzuklären. Er setzt diesen als seinen immer noch Angestellten unter Druck. Bobby jedoch schafft es nicht Eva aufzugeben, und am Ende finden beide doch zueinander, während der Erzherzog überraschend von der reichen Herkunft Bobbys erfährt.

## Produktionsnotizen
Der Film, als Tonfilm-Operette annonciert, war Wilhelm Thieles erste Tonfilmregie. Die Dreharbeiten von Liebeswalzer begannen am 4. Oktober 1929 und endeten am 9. Januar 1930. Der Film kam am 7. Februar 1930 in die deutschen Kinos. Weitere Erscheinungstermine (im Ausland) waren der 10. März 1930 in Österreich, der 25, April 1930 in Estland, der 7. Mai 1930 in Dänemark, der 12. Mai 1930 in Finnland, der 25. April 1931 in Portugal und der 17. Mai 1931 in den USA.
Mit The Love Waltz wurde zeitgleich auch eine Fassung für den englischsprachigen Markt hergestellt. Lilian Harvey übernahm auch hier die Hauptrolle während Willy Fritschs Part von John Batten gespielt wurde. Diese Version lief am 24. Juli 1930 in London an. Ferner entstand mit Valse d'amour auch eine französische Fassung.
Die Filmbauten schuf Erich Kettelhut, die Kostüme René Hubert. Produzent Erich Pommer übernahm auch die Produktionsleitung. Es spielten Weintraubs Syncopators unter der Leitung von Paul Godwin. Die Musik komponierte Werner Richard Heymann, für die Musiktexte zeichneten Ernst Neubach und Drehbuchautor Robert Liebmann verantwortlich. Den Ton übernahm Erich Leistner, Arthur Kiekebusch war Aufnahmeleiter.
Leo Monosson intonierte die Gesangspartien Willy Fritschs.
In der Spielzeit 1929/30 stand Liebeswalzer nach Atlantik an zweiter Stelle der wirtschaftlich erfolgreichsten deutschen Spielfilme.

## Musiktitel
- Bobby
- Du bist das süßeste Mädel der Welt
- Hurra! Hurra! Hurra!
- Sag' nicht ja, sag' nicht nein
- Okay, o käme doch...

Die Musiknummern erschienen in der Ufaton-Verlags GmbH, Berlin.
In einer Wirtshausszene des Films wird außerdem das von Robert Steidl komponierte Stück Wir versaufen unsrer Oma ihr klein Häuschen gesungen.